# Алжирская каторга
«Алжирская каторга» (исп. Los baños de Argel) — комедия испанского писателя Мигеля де Сервантеса, опубликованная в 1615 году в составе сборника «Восемь комедий и восемь интермедий, новых, ни разу не представленных на сцене». Время её написания неизвестно.
Сервантес создал пьесу на основе собственных впечатлений, связанных с пребыванием на алжирской каторге в 1575—1580 годах. Он использовал легенду о любви знатной мусульманки к христианскому пленнику, популярной среди каторжников, а прототипом главной героини, Зары, стала Захра — жена алжирского паши.
Существуют разные гипотезы о времени написания комедии. В них фигурируют как даты 1588, 1605, 1609, 1614 годы. В качестве аргументов сторонники разных версий используют тематическую и стилистическую близость «Алжирской каторги» к комедии 1580-х годов «Алжирские нравы», истории капитана в первом томе «Дон Кихота», «назидательной новелле» «Великодушный поклонник».